# غومای
غومای (به لاتین: Ghumay) یک منطقهٔ مسکونی در افغانستان است که در ولسوالی درواز بالا واقع شده‌است.